# Gien-sur-Cure
Gien-sur-Cure è un comune francese di 119 abitanti situato nel dipartimento della Nièvre nella regione della Borgogna-Franca Contea.

## Società

### Evoluzione demografica
Abitanti censiti